# Гута-Длутовська
Гута-Длутовська (пол. Huta Dłutowska) — село в Польщі, у гміні Длутув Паб'яницького повіту Лодзинського воєводства.
Населення — 407 осіб (2011).
У 1975-1998 роках село належало до Пйотрковського воєводства.

## Демографія
Демографічна структура станом на 31 березня 2011 року:
|          | Загалом | Допрацездатний вік | Працездатний вік | Постпрацездатний вік |
| -------- | ------- | ------------------ | ---------------- | -------------------- |
| Чоловіки | 204     | 44                 | 131              | 29                   |
| Жінки    | 203     | 39                 | 115              | 49                   |
| Разом    | 407     | 83                 | 246              | 78                   |